# 武田総合病院
武田総合病院(たけだそうごうびょういん、京都府京都市伏見区石田森南町28-1)は、一般病床500床を持つ病院。

## 沿革
1976年(昭和51年)7月に建てられた第二武田病院を起源とする。1979年(昭和54年)4月には総合病院の指定を受け、1987年(昭和62年)7月に現在の名称に変更された。

### 年表
- 1976年(昭和51年)7月 - 「第二武田病院」として開業。
- 1979年(昭和54年)4月 - 総合病院の指定を受ける。
- 1985年(昭和60年)2月 - 胃結石治療センターが竣工。
- 1988年(昭和63年)6月 - リハビリセンターが竣工。

## 診療科等
- 総合治療科
- 循環器内科
- 不整脈科
- 消化器内科
- 神経内科
- 呼吸器内科
- 甲状腺・内分泌外来
- 糖尿病センター
- 血液病センター
- 外科
- 形成外科
- 呼吸器外科
- 心臓血管外科
- 整形外科
- 骨粗鬆症外来
- 脳卒中センター
- 皮膚科
- 泌尿器科
- 結石治療センター
- 腎臓内科
- 腎・透析科
- 小児科
- 産婦人科
- 眼科
- 麻酔科
- 放射線科
- 耳鼻咽喉科
- 病理診断科
- 歯科口腔外科

## 医療機関の指定など
- 二次救急指定病院